# نیروگاه برق آبی جبان
نیروگاه برق آبی جبان (به انگلیسی: Jabban Hydropower Plant) یک سد و نیروگاه جریانی روزمینی در پاکستان است که در Malakand District, Khyber Pakhtunkhwa واقع شده‌است.